# Mafra
Mafra es una villa portuguesa en el Distrito de Lisboa, región de Lisboa y subregión de Grande Lisboa, con cerca de 77 000 habitantes.

## Geografía
Es sede de un municipio con 291,42 km² de área y 86 521 habitantes (2021), subdividido en 11 freguesias. El municipio está limitado al norte por el municipio de Torres Vedras, al nordeste por Sobral de Monte Agraço, al este por Arruda dos Vinhos, al sureste por Loures, al sur por Sintra y al oeste tiene litoral en el océano Atlántico.

## Demografía
| Gráfica de evolución demográfica de Mafra entre 1849 y 2021 |
|                                                             |
| Datos según el nomenclátor publicado por el INE portugués.  |

## Freguesias
Las freguesias de Mafra son las siguientes:
- Azueira e Sobral da Abelheira
- Carvoeira
- Encarnação
- Enxara do Bispo, Gradil e Vila Franca do Rosário
- Ericeira
- Igreja Nova e Cheleiros
- Mafra
- Malveira e São Miguel de Alcainça
- Milharado
- Santo Isidoro
- Venda do Pinheiro e Santo Estêvão das Galés

## Patrimonio
Mafra es conocida por su patrimonio histórico, especialmente el convento construido por D. João V en el siglo XVIII (importante obra del barroco portugués). 
También por la iglesia de Santo André, que fue construida entre los siglos XIII y XIV. El municipio de Mafra es también conocido por el pueblo típico de José Franco, que se encuentra en Sobreiro, que fue construido en el siglo XX y el Forte de Zambujal que se encuentra en la ciudad de Carvoeira.

## Tradiciones
- Procesiones de Cuaresma de Mafra.